# Japy ending
Japy ending es una película de comedia mitológica peruana de 2014 escrita por Sandro Ventura, Jesús Álvarez, Fernando Ruiz, Víctor Mendevil y dirigida por 6 directores diferentes. La película reúne a diferentes actores peruanos como protagonistas y  varias historias que ocurren en paralelo, donde extravagantes personajes se enfrentarán a la impactante noticia de un meteorito en rumbo inevitable de colisión contra el planeta Tierra.

## Sinopsis
En un hipotético fin del mundo, precisamente el 21 de diciembre de 2012. Varios personajes deberán aceptar esta realidad y decidir que harán durante ese último día, antes de que un meteorito golpee a la Tierra.

## Reparto
Los actores que participan en esta película son:
- Pietro Sibille como Bruno.
- Fiorella Rodríguez como Elena.
- Teddy Guzmán como Graciela.
- Reynaldo Arenas como Miguel.
- Roger del Águila como Gino.
- Óscar López Arias como Emilio.
- Adolfo Aguilar como Benjamín.
- Nicolás Fantinato como Santiago.
- Maricarmen Marín como Lizet.
- Sandra Vergara como Carla.
- Paloma Yeroví como Marjorie.
- Mon Laferte como Eli.
- Katia Palma como Dayana.
- Carolina Cano como Romina.
- Pablo Saldarriaga como Moño.
- Andrés Salas como Pepe.
- Karen Schwarz como Montserrat.
- Junior Silva como Padre de René.
- Natalia Cárdenas como Georgette.
- Sofía Bogani como Korina.
- Luis Baca como Mateo.
- Manuela Camacho como Mara.
- Claudia Ruíz como Olivia.
- Gisela Ponce de León como Elvira.
- Fernando Armas como Hombre dentro de un conejo.

## Banda sonora
- «Y tus letras quedarán» – Gina Yangali y Lucas Torres
- «Serena» – Mon Laferte

## Producción
El rodaje comenzó el 8 de febrero de 2013 y finalizó en marzo del mismo año. En esta película, Adolfo Aguilar, fundador de su productora Big Bang Films reunió a algunos actores del Perú para la elaboración de dicho proyecto en homenaje a la creencia del fin del mundo en el año 2012.[cita requerida] Además, la composición musical quedó a cargo de Ricardo Núñez, esposo de la cantante peruana Sandra Muente.[cita requerida]

## Lanzamiento
Su estreno estaba previsto para enero de 2014, pero se retrasó y se estrenó el 24 de julio de 2014 en los cines peruanos.

## Recepción
Japy ending atrajo a 70.000 espectadores una semana después de su estreno. Superó los 10.000 espectadores al final de su segunda semana de lanzamiento. En toda su carrera teatral, la película atrajo a 128.000 espectadores y recaudó $ 479.081.